# Danville (New Hampshire)
Danville – miasto w Stanach Zjednoczonych, w stanie New Hampshire, w hrabstwie Rockingham.